# Пущиково (Ґродзиський повіт)
Пущиково (пол. Puszczykowo) — село в Польщі, у гміні Каменець Ґродзиського повіту Великопольського воєводства.
Населення — 178 осіб (2011).
У 1975-1998 роках село належало до Познанського воєводства.

## Демографія
Демографічна структура станом на 31 березня 2011 року:
|          | Загалом | Допрацездатний вік | Працездатний вік | Постпрацездатний вік |
| -------- | ------- | ------------------ | ---------------- | -------------------- |
| Чоловіки | 93      | 19                 | 62               | 12                   |
| Жінки    | 85      | 16                 | 54               | 15                   |
| Разом    | 178     | 35                 | 116              | 27                   |